# Ruelisheim
Ruelisheim là một xã ở tỉnh Haut-Rhin trong vùng Grand Est ở đông bắc Pháp. Xã này có diện tích 7,27 km², dân số năm 1999 là 2537 người. Khu vực này có độ cao 225 mét trên mực nước biển.